# Província d'Enrique Baldivieso

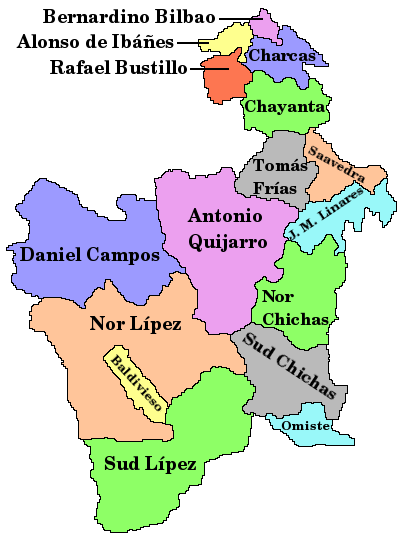
Les províncies del Departament de Potosí

La província d'Enrique Baldivieso és una de les 16 províncies del Departament de Potosí, a Bolívia. La seva capital és San Agustín.